# David Shepherd Nivison
David Shepherd Nivison (Farmingdale, Maine, 1923. január 17. – Los Altos, Kalifornia, 2014. október 16.) (kínai neve pinjin hangsúlyjelekkel: Ní Déwèi; magyar népszerű: Ni Tö-vej; egyszerűsített kínai: 倪德卫; hagyományos kínai: 倪德衛) amerikai sinológus, a Stanford Egyetem professzora.

## Élete, munkássága
Nivison 1940-ben iratkozott be a Harvard Egyetemre, tanulmányait azonban a második világháború miatt hamarosan meg kellett szakítania. A hadseregben japán tolmácsként tevékenykedett, a később nemzetközieg elismert rangú japanológussá vált Edwin O. Reischauer (1910–1990) szervezte egységben. A háborút követően visszatért a Harvardra, majd 1946-ban summa cum laude minősítéssel végzett kínai szakon. 1953-ban doktori fokozatot szerzett a 18. századi filozófusról, Csang Hszü-csengről (章学诚) írt disszertációjával. A Harvardon maradt és James Robert Hightowerrel, Edwin O. Reischauerrel és John K. Fairbankkal együtt tanítottak. 1948-ban a Stanford Egyetemen helyezkedett el, ahol három tanszéken is tanított. 1969-től 1972-ig a Filozófia Tanszéket vezette. 1954-1955-ben Fulbright-ösztöndíjasként Kiotóban járt. 1973-ban vonult nyugdíjba Stanfordon.
Doktori disszertációjáért 1967-ben Stanislas Julien-díjjal jutalmazták.
Fő kutatási területe a kínai filozófia volt. Emellett egyik legjelentősebb érdeme, a Csou-dinasztia kezdő évének pontosítása, amelyet hagyományosan i. e. 1122-re helyeztek, és amelyet Nivison archeoasztronómiai kutatásaival előbb i. e. 1045-re, majd i. e. 1040-re módosított. Egyik legkiemelkedőbb tanítványa Edward L. Shaughnessy lett.

## Főbb művei
- "The Literary and Historical Thought of Chang Hsüeh-ch'eng, 1738-1801: A Study of His Life and Writing, With Translations of Six Essays from the Wen-shih t'ung-i".  Ph.D. dissertation (Harvard University), 1955
- The Riddle of the Bamboo Annals (Zhushu jinian jiemi 竹書紀年解謎), Taipei: Airiti Press, 2009. ISBN 978-986-85182-1-6, a summary by Nivison here Archiválva 2009. július 2-i dátummal a Wayback Machine-ben
- Key to the Chronology of the Three Dynasties: The "Modern Text" Bamboo Annals, Philadelphia: Dept. of Asian and Middle Eastern Studies, University of Pennsylvania, 1999. ASIN B0006R6NXK
- Nivison, David S.. The Ways of Confucianism : Investigations in Chinese Philosophy. Chicago: Open Court (1996). ISBN 0812693396
- The Life and Thought of Chang Hsüeh-ch'eng. Stanford: Stanford University Press, 1966. Google Book
- Communist Ethics and Chinese Tradition. (Cambridge: Center for International Studies, Massachusetts Institute of Technology,  1954)
- David S. Nivison and Arthur F. Wright, eds. Confucianism in Action. (Stanford, CA: Stanford University Press, Stanford Studies in the Civilizations of Eastern Asia,  1959)